# MozillaZine
MozillaZine je populární neoficiální webový server o projektu Mozilla a je vstupní branou do Mozilla komunity (obdobně jako Mozdev či XULPlanet). Hlavní činností serveru je informovat o novinkách, které se okolo projektu a přidružených projektů dějí. Server provozuje populární webové fórum, které slouží pro podporu koncových uživatelů a znalostní bázi, kde uživatelé naleznou odpovědi na své otázky. Server též hostuje řadu blogů vývojářů Mozilly.
Server založil Chris Nelson 1. září 1998, tedy jen pár měsíců po tom, kdy vznikl projekt Mozilla.org a server rychle získal na popularitě. Zprvu hlavně mezi samotnými vývojáři Mozilly, ale brzy i mezi koncovými uživateli. 14. listopadu 1998 se server sloučil se serverem MozBin, který provozoval Jason Kersey a ten se stal spolutvůrcem. Chris Nelson se reálně podílel na provozu až do začátku roku 2001. V květnu 2002 se třetím spolutvůrcem stal Alex Bishop.
Server MozillaZine je dost často vnímán jako oficiální server Mozilla Foundation, ale není tomu tak. Provoz serveru je na Mozilla Foundation nezávislý. Obsah je překládán do řady jazyků, takže si obsah lze přečíst třeba francouzštině či němčině. 